# Medalla Perkin
La Medalla Perkin és un premi que s'atorga anualment per la secció americana de la Societat de la Indústria Química a un científic resident als Estats Units d'Amèrica del Nord en mèrit a una "innovació en química aplicada resultant en algun desenvolupament comercial". És considerat el més alt honor donat per la indústria de productes químics d'ús industrial en els EUA.
La Medalla Perkin fou concedida el 1906 per commemorar el 50 aniversari del descobriment de mauvelina, el primer colorant d'anilina sintètica per Sir William Henry Perkin, químic anglès. El premi fou lliurat a Sir William, en ocasió de la seva cèlebre visita als Estats Units un any abans de morir.

## Premiats
| - 1906 Sir William H. Perkin - 1908 J. B. F. Herreshoff - 1909 Arno Behr - 1910 Edward G. Acheson - 1911 Charles M. Hall - 1912 Herman Frasch - 1913 James Gayley - 1914 John W. Hyatt - 1915 Edward Weston - 1916 Leo H. Baekeland - 1917 Ernst Twitchell - 1918 Auguste J. Rossi - 1919 Frederick G. Cottrell - 1920 Charles F. Chandler - 1921 Willis R. Whitney - 1922 William M. Burton - 1923 Milton C. Whitaker - 1924 Frederick M. Becket - 1925 Hugh K. Moore - 1926 Richard B. Moore - 1927 John E. Teeple - 1928 Irving Langmuir - 1929 Eugene C. Sullivan - 1930 Herbert H. Dow - 1931 Arthur D. Little - 1932 Charles F. Burgess - 1933 George Oenslager - 1934 Colin G. Fink - 1935 George O. Curme, Jr. - 1936 Warren K. Lewis - 1937 Thomas Midgley - 1938 Frank J. Tone - 1939 Walter S. Landis - 1940 Charles M. A. Stine - 1941 John V. N. Dorr - 1942 Martin Ittner - 1943 Robert E. Wilson - 1944 Gaston F. Dubois - 1945 Elmer K. Bolton - 1946 Francis C. Frary - 1947 Robert R. Williams - 1948 Clarence w. Balke - 1949 Carl S. Miner | - 1950 Eger V. Murphree - 1951 Henry Howard - 1952 Robert M. Burns - 1953 Charles A. Thomas - 1954 Roger Adams - 1955 Roger Williams - 1956 Edgar C. Britton - 1957 Glenn T. Seaborg - 1958 William J. Kroll - 1959 Eugene J. Houdry - 1960 Karl Folkers - 1961 Carl F. Prutton - 1962 Eugene G. Rochow - 1963 William O. Baker - 1964 William J. Sparks - 1965 Carl S. Marvel - 1966 Manson Benedict - 1967 Vladimir Haensel - 1968 Henry B. Hass - 1969 Robert W. Cairns - 1970 Milton Harris - 1971 James F. Hyde - 1972 Robert Burns MacMullin - 1973 Theodore L. Cairns - 1974 Edwin H. Land - 1975 Carl Djerassi - 1976 Lewis H. Sarett - 1977 Paul J. Flory - 1978 Donald F. Othmer - 1979 James D. Idol Jr. - 1980 Herman F. Mark - 1981 Ralph Landau - 1982 Herbert C. Brown - 1983 N. Bruce Hannay - 1984 John H. Sinfelt - 1985 Paul B. Weisz - 1986 Peter Regna - 1987 J. Paul Hogan and Robert L. Banks - 1988 James F. Roth - 1989 Frederick J. Karol | - 1990 John E. Franz - 1991 Miguel A. Ondetti - 1992 Edith M. Flanigen - 1993 Lubomyr T. Romankiw - 1994 Marinus Los - 1995 Delbert H. Meyer - 1996 Marion D. Francis - 1997 Stephanie Kwolek - 1998 David R. Bryant - 1999 Albert A. Carr - 2000 Norman N. Li - 2001 Elsa Reichmanis - 2002 Paul S. Anderson - 2003 William H. Joyce - 2004 Gordon E. Moore - 2005 Robert W. Gore - 2006 James C. Stevens - 2007 Herbert Boyer - 2008 Ian Shankland - 2009 Richard Bruce Silverman - 2010 Ronald Breslow - 2011 Rodney H. Banks - 2012 Robert S. Langer - 2013 Bruce Roth - 2014 John C. Warner - 2015 Cynthia A. Maryanoff - 2016 Peter Trefonas - 2017 Ann E. Weber - 2018 Barbara H. Minor - 2019 Chad A. Mirkin |